# Segismundo Martínez Álvarez
Segismundo Martínez Álvarez SDB (ur. 23 lutego 1943 w Acebes del Páramo, zm. 21 kwietnia 2021 w Corumbá) – hiszpański duchowny rzymskokatolicki pracujący w Brazylii, w latach 2005–2018 biskup Corumbá.

## Życiorys
Święcenia kapłańskie przyjął 2 lipca 1972 w zgromadzeniu salezjanów. Po święceniach wyjechał do Brazylii. Był m.in. wykładowcą uniwersyteckim, prorektorem uczelni w Campo Grande, a także wikariuszem prowincji brazylijskiej zgromadzenia.
7 grudnia 2004 został mianowany biskupem diecezji Corumbá. Sakry biskupiej udzielił mu 30 stycznia 2005 abp Mílton Antônio dos Santos.
19 grudnia 2018 przeszedł na emeryturę. Zmarł 21 kwietnia 2021 na COVID-19.